# Эдтль, Кристиан Александр
Кристиан Александр Эдтль (нем. Christian Alexander Oedtl; около 1661[…], Тироль — 6 января 1737, Вена) — австрийский архитектор и строитель периода барокко.

## Биография
Родился около 1661[…] года в Тироле. Достоверных сведений о его юности нет.
Работал в Вене строителем при императорском дворе. В 1699 году он участвовал в проектировании дворца Квестенберг-Кауниц в Вене.
В начале XVIII века он был одним из крупнейших строительных подрядчиков в Вене и исполнял проекты архитекторов Иоганна Бернхарда Фишера фон Эрлаха и Иоганна Лукаса фон Хильдебрандта, например, он реконструировал замок Баттьяни и капеллу замка[уточнить]. Позже он начал реализовывать свои собственные проекты.
По последним данным, Эдтль был архитектором дворца Виндиш-Грец в Вене, на улице Реннгассе, построенного в 1703 году.
По поручению князя Вальтера Франца Ксавера Антона фон Дитрихштейна разработал план реконструкции сильно пострадавшего от пожара  1719 года замка Никольсбург. Он построил трёхэтажные южное и западное крыло замка, а также лестницу в летний манеж.
По плану Маттиаса Штайнля он возвёл церковь Альзеркирхе в Вене. Он также руководил строительством приходской церкви в Лаксенбурге по проекту Маттиаса Штайнля, и, впоследствии, по проекту Иоганна Визера[уточнить].
Между 1750 и 1760 годами замок Прштице был барокизирован согласно проекту Эдтля уже после его смерти. Совместно с Якобом Прандтауэром он разработал проект Prandtauer-Hof[уточнить] в Вене.
Эдтль составил список своих работ, реализованных между 1683 и 1726 годами, которые расположены в основном в Нижней Австрии.
Было высказано предположение, что ряд зданий в Брно, приписываемых Морицу Гримму и некоторым другим архитекторам, на самом деле работы Эдтля. Это предположение не разделяется всеми исследователями, и базируется не на документах, порой, к сожалению, утраченных, а на особенностях строительства, стилистике и архитектонике зданий.
Умер 6 января 1737 года в Вене.

## Работы
- Дворец Гаррахов в Вене, 1692.
- Строительство приходской церкви в Лаксенбурге по чужому проекту, 1693—1699.
- Дворец Дитрихштейн в Лаксенбурге (Grünne Haus), 1698—1701.
- Проектирование дворца Квестенберг-Кауниц в Вене, 1699.
- Вероятное авторство дворца Виндиш-Грец в Вене, 1702–1703.
- Дворец Траутсон[нем.] в Вене, район Нойбау, по проекту Иоганна Бернхарда Фишера фон Эрлаха. С 1712 года.
- Реконструкция замка Мархегг[нем.], 1713–1720.
- Проект замка Лишень[чеш.] в современном Брно, с 1714 года.
- Проект костёла Явления Девы Марии[чеш.] в Леховице[чеш.], 1717.
- Здание придворной канцелярии в Вене, на площади Баллхаусплац[нем.], 1717–1719.
- Замок Баттьяни[нем.] в Вене, 1718.
- Реконструкция  замка Никольсбург, 1719-1730.
- Реконструкция Замок Экартзау[нем.] и строительство дворцовой капеллы. 1722–1724.

## Галерея некоторых работ

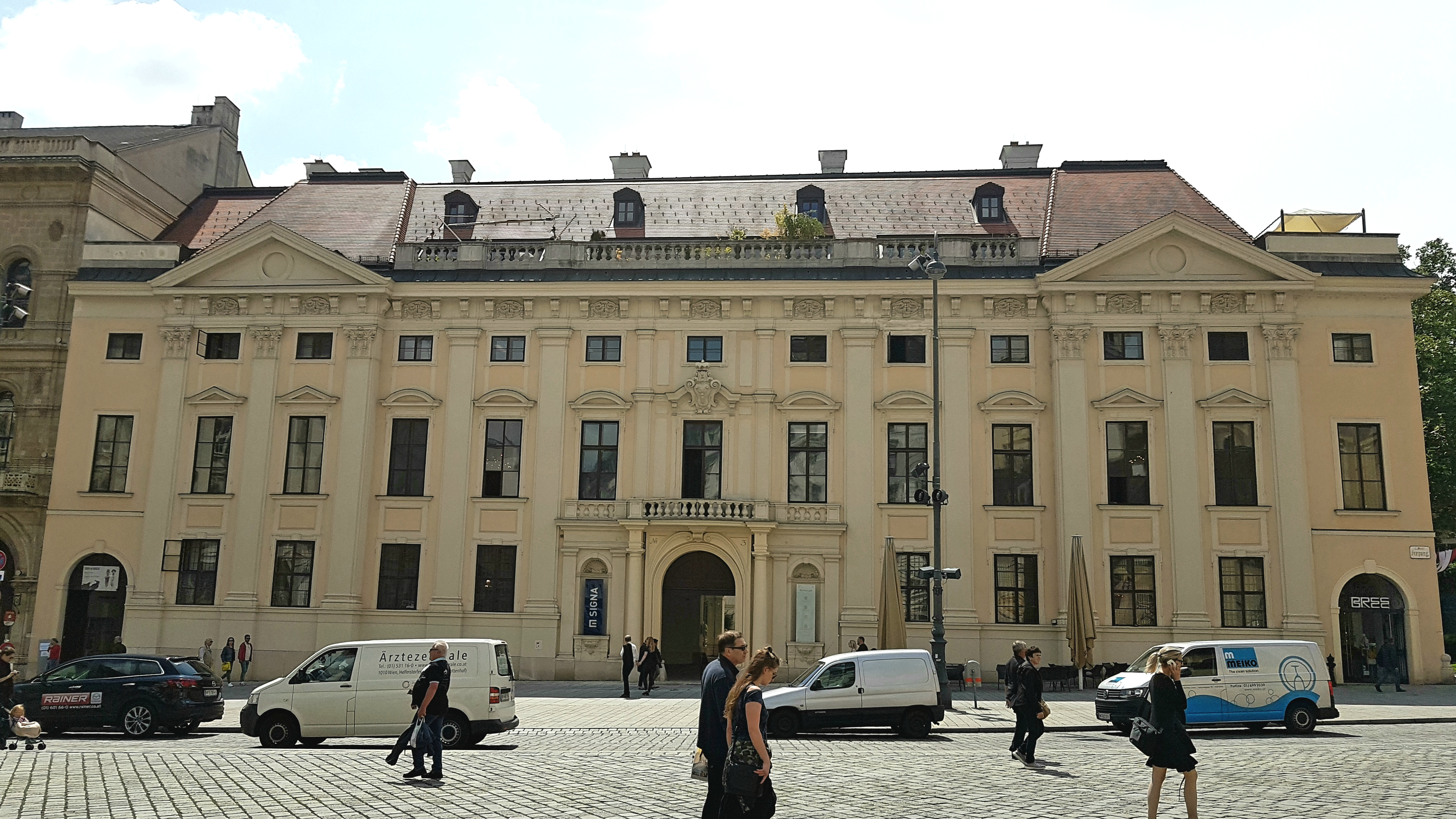
Дворец Гаррахов в Вене
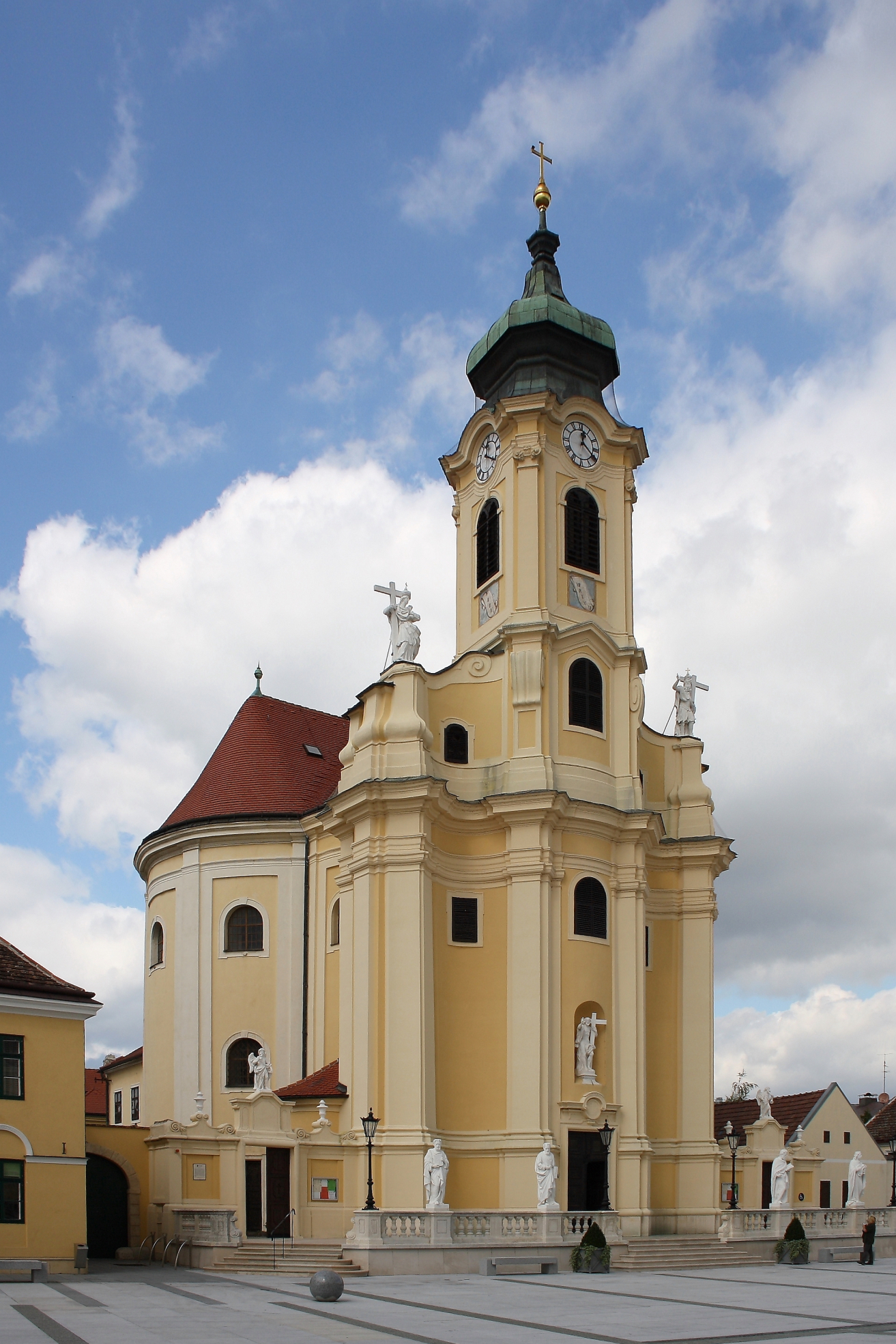
Приходская церковь в Лаксенбурге
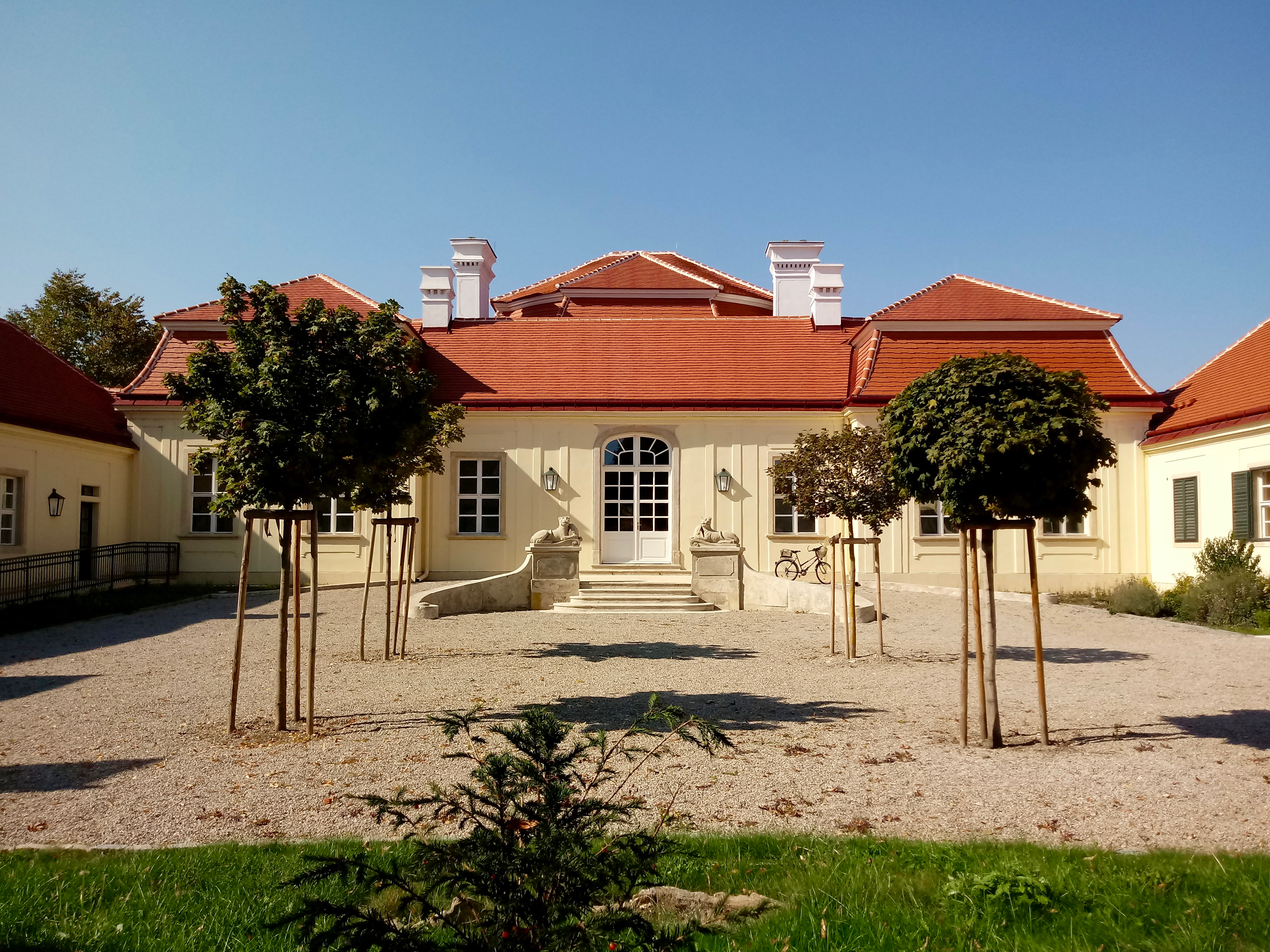
Дворец Дитрихштейн в Лаксенбурге (Grünne Haus)
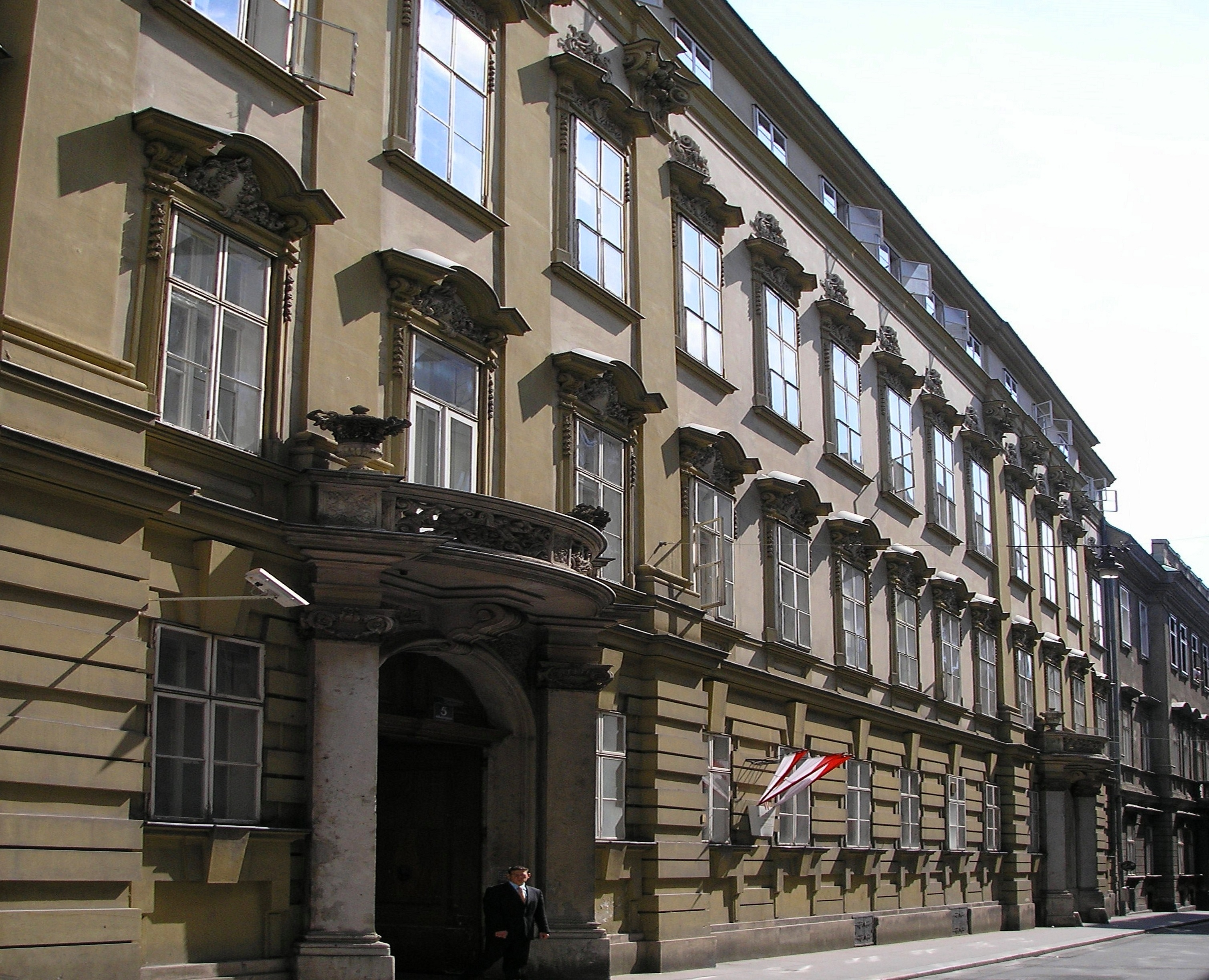
Дворец Квестенберг-Кауниц в Вене
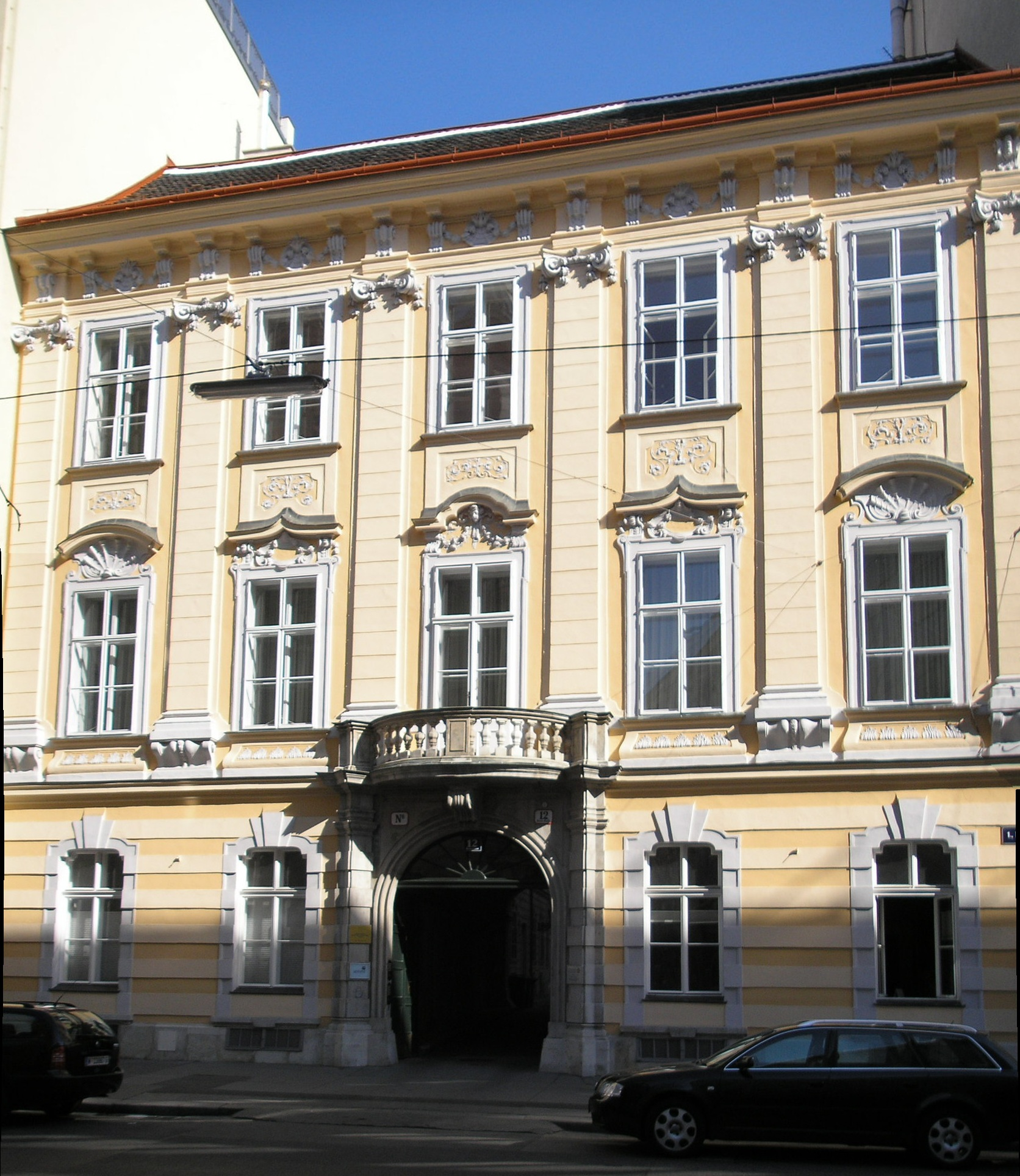
Дворец Виндиш-Грец в Вене
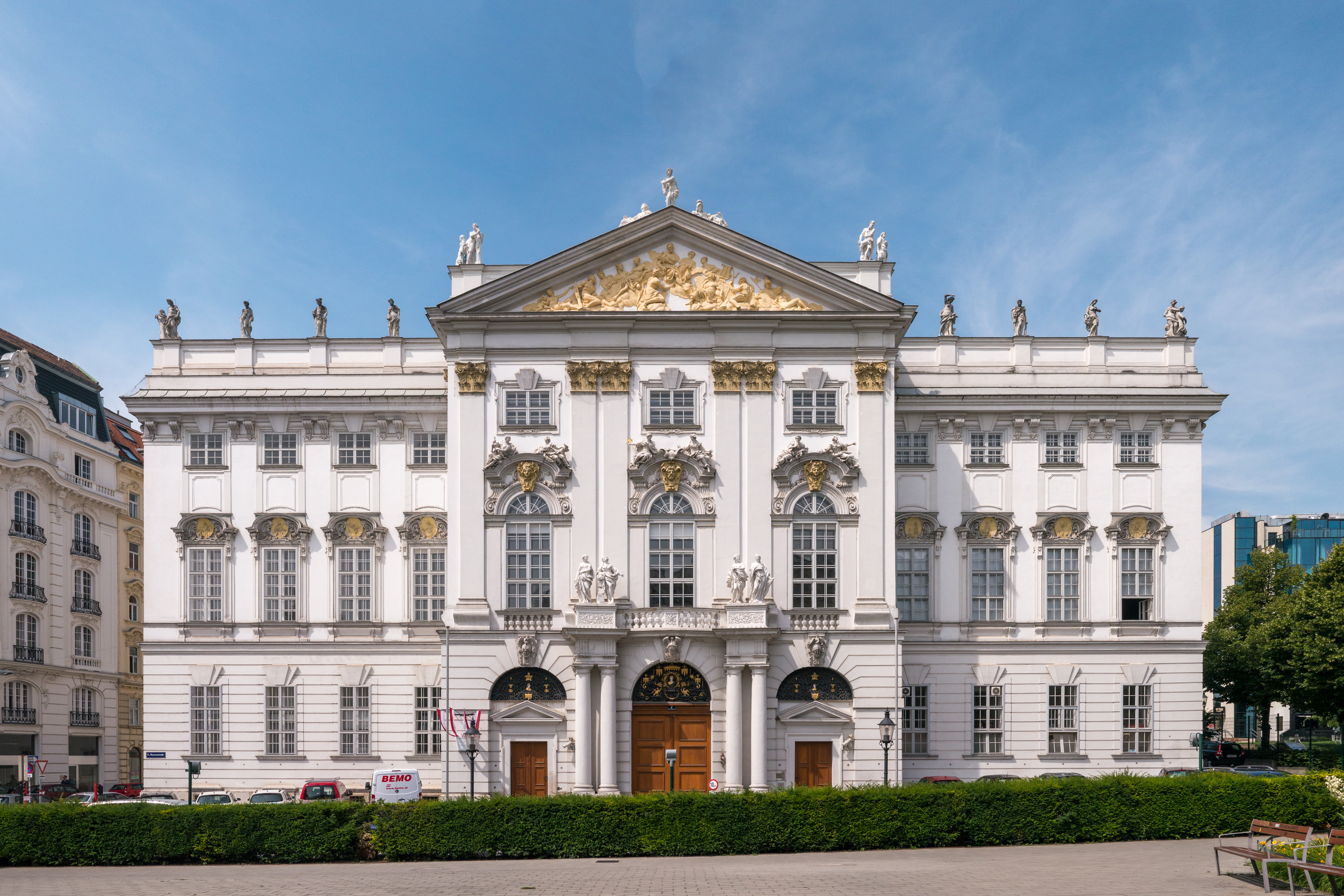
Дворец Траутсон[нем.] в Вене
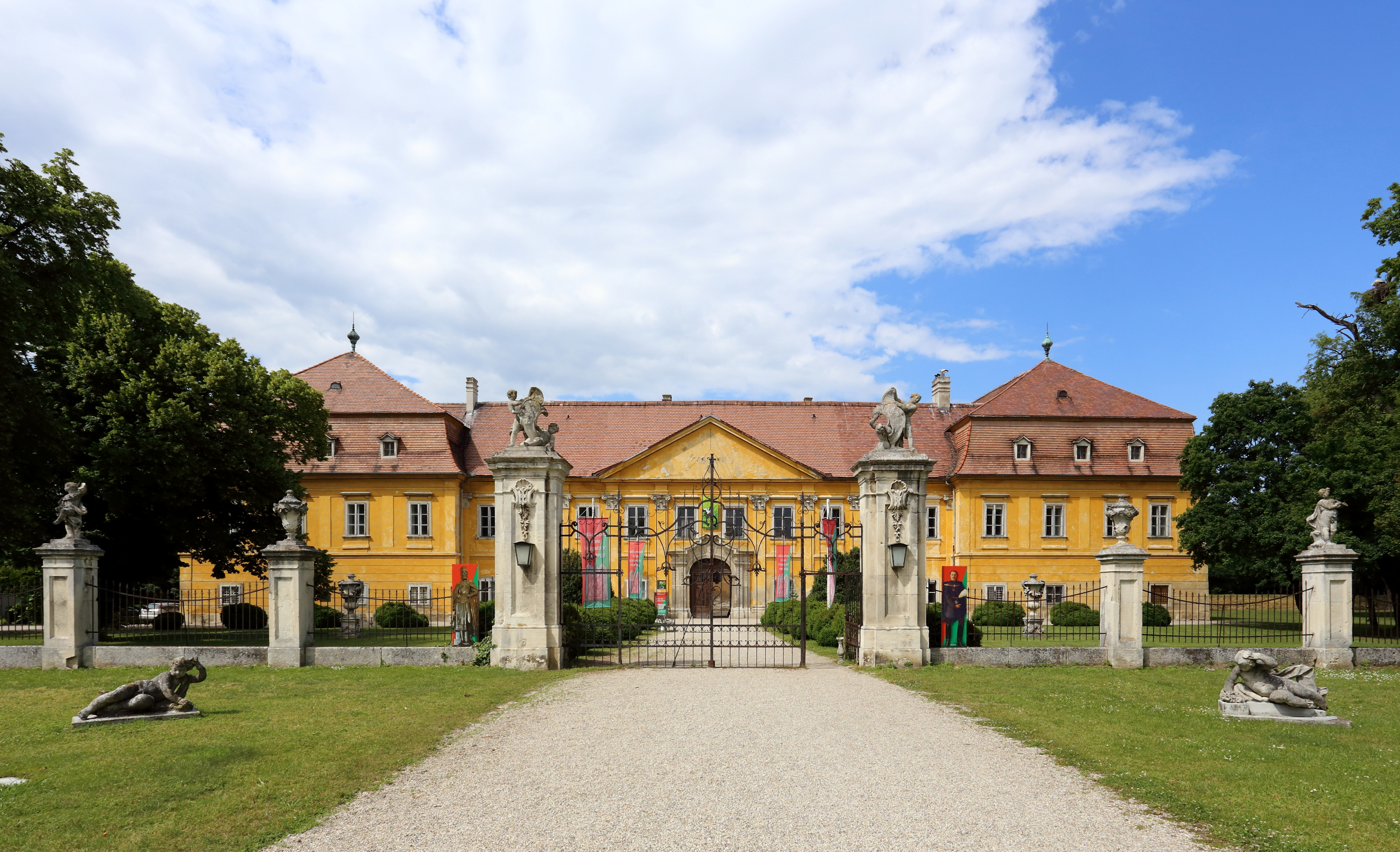
Замок Мархегг[нем.]
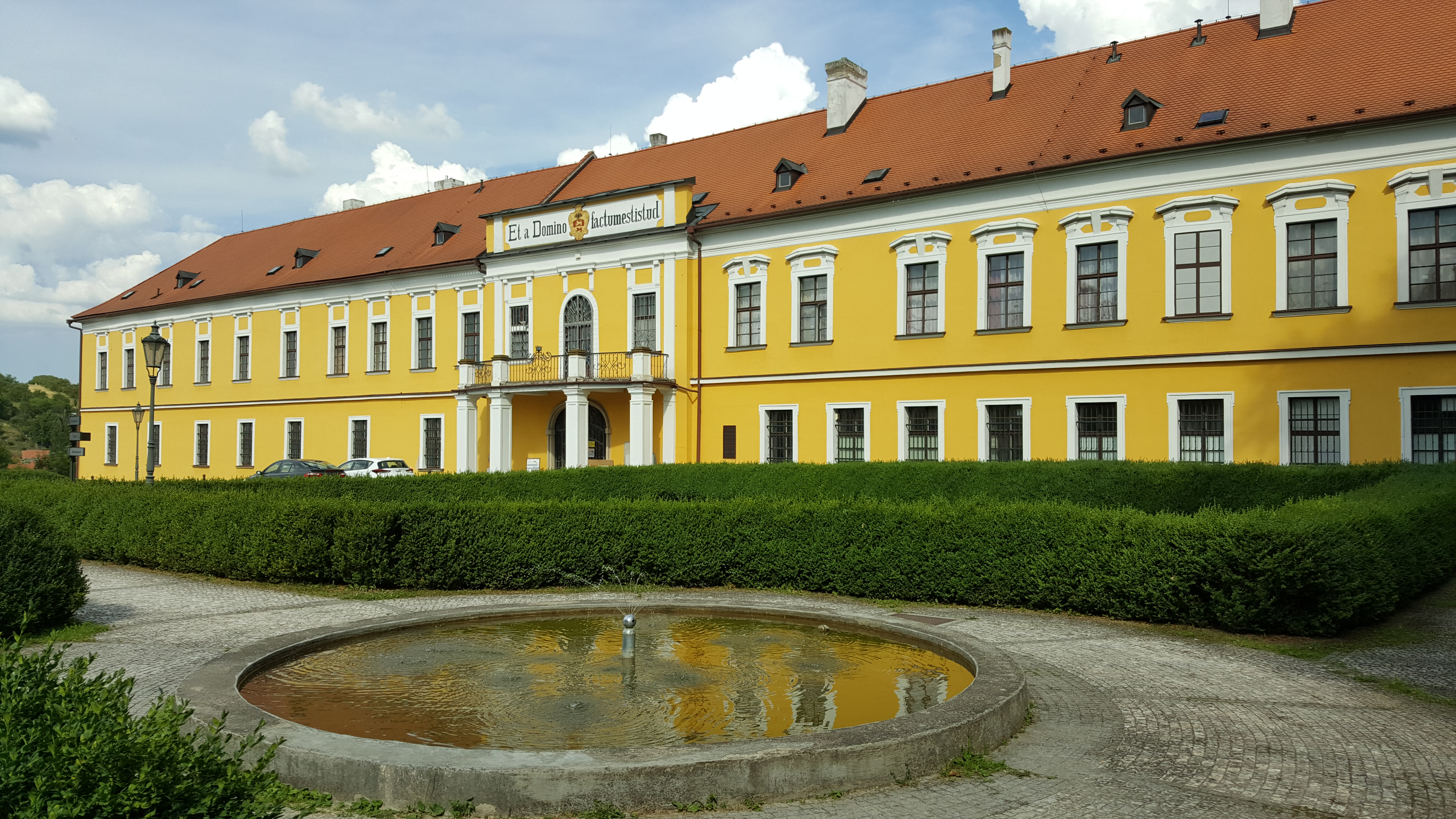
Замок Лишень[чеш.] в современном Брно
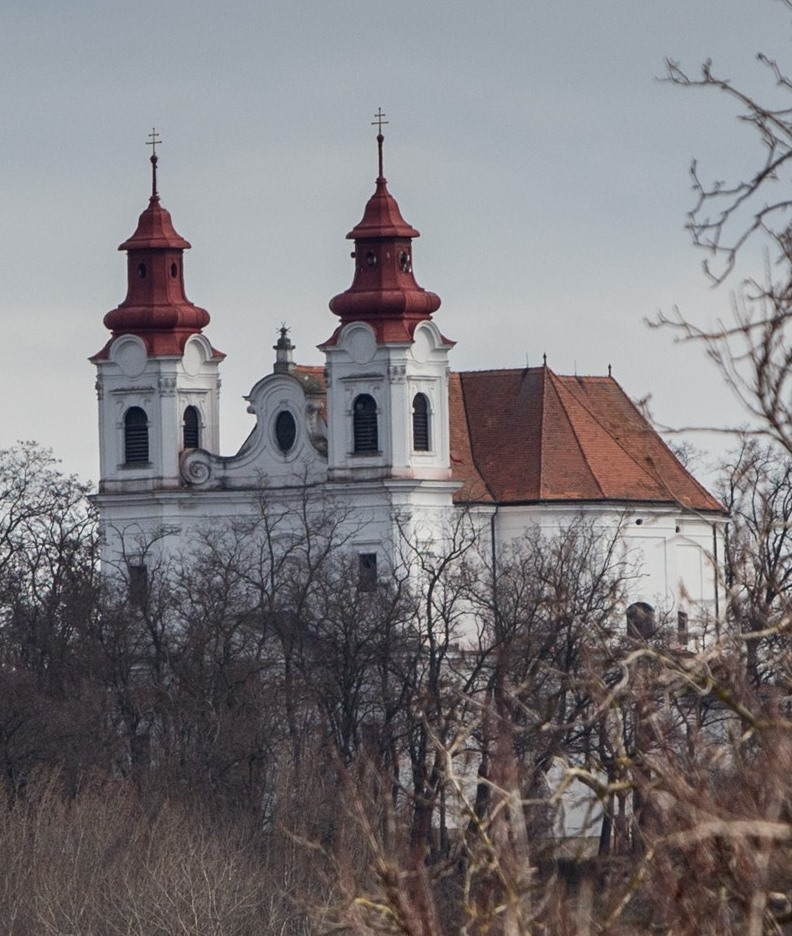
Костёл Явления Девы Марии[чеш.] в Леховице[чеш.]
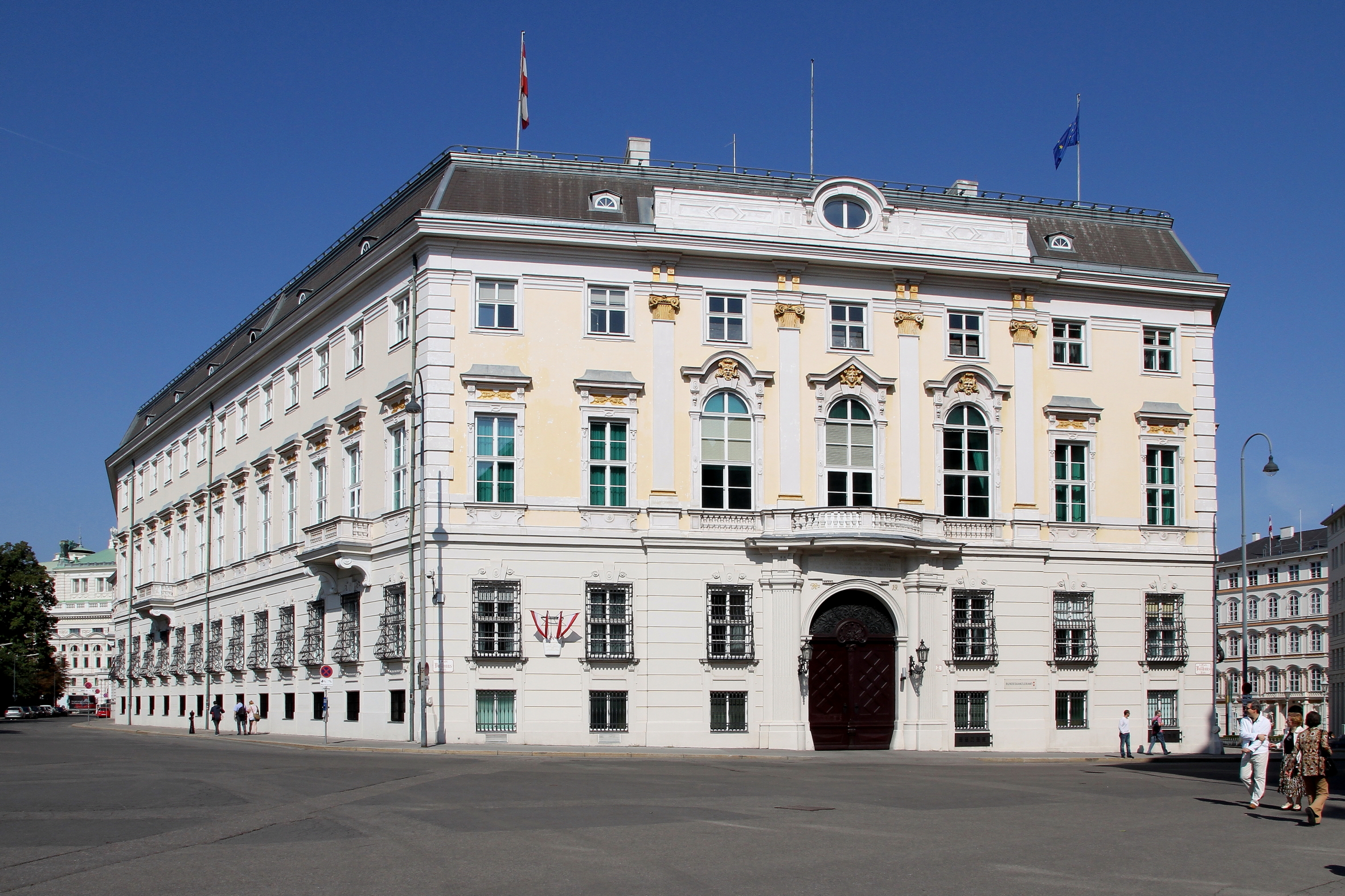
Здание придворной канцелярии в Вене, на площади Баллхаусплац[нем.]
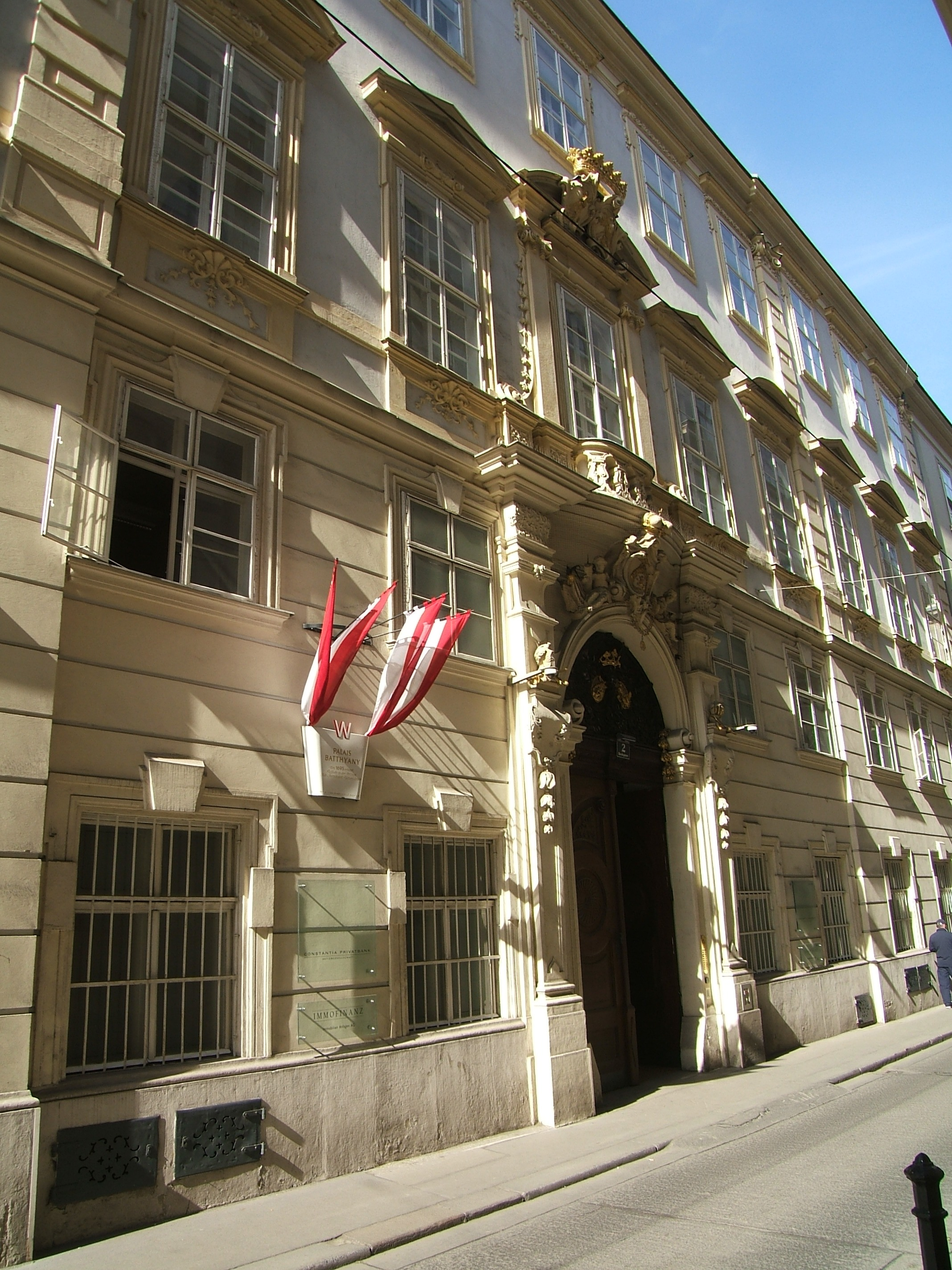
Замок Баттьяни[нем.] в Вене
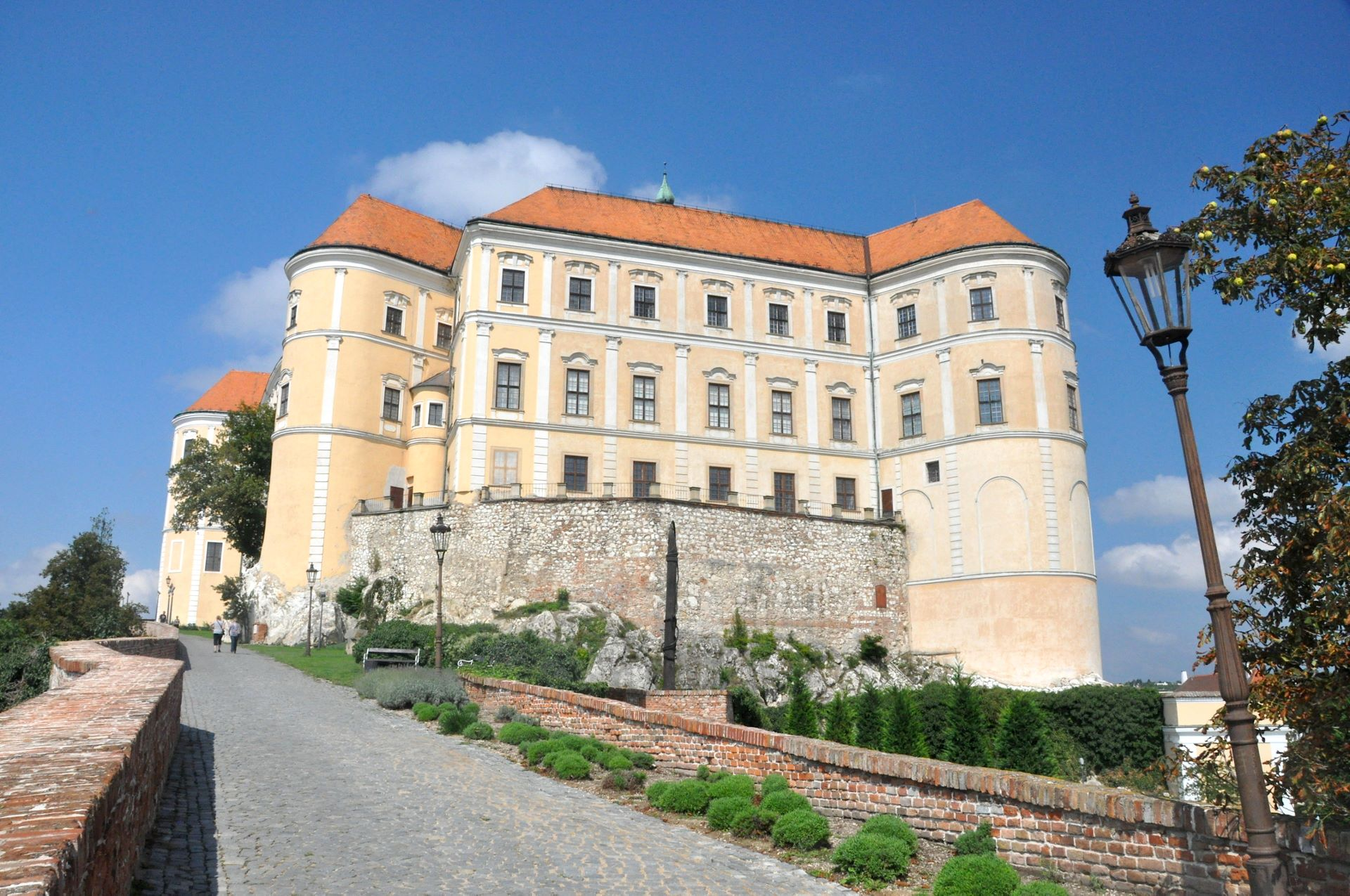
Замок Никольсбург
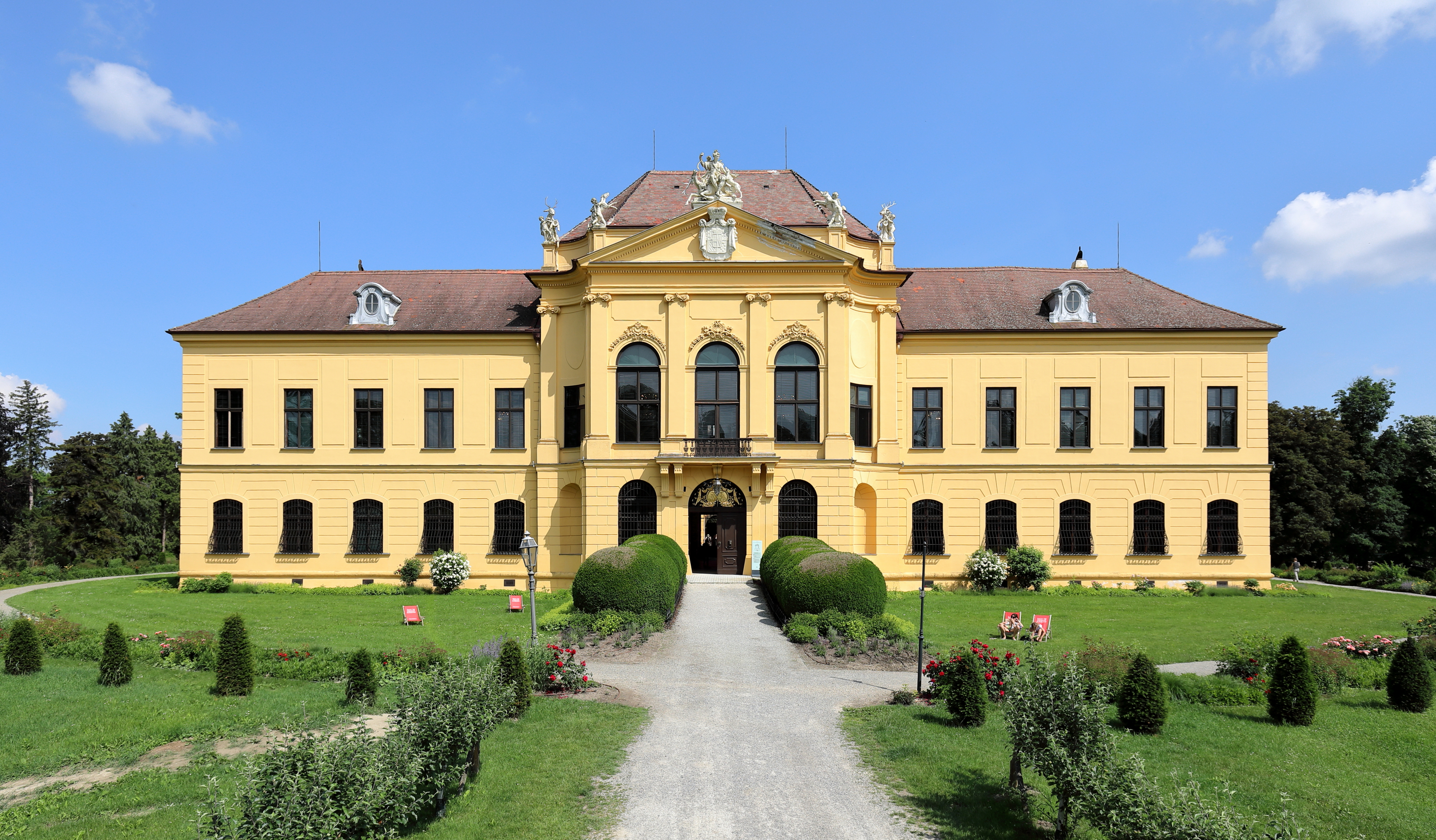
Замок Экартзау[нем.]